# Sapinero
Sapinero est une localité américaine située dans le comté de Gunnison, au Colorado. Elle se trouve sur les bords du réservoir Blue Mesa dans la Curecanti National Recreation Area.